# 科塔内洛
科塔内洛（義大利語：Cottanello），是意大利列蒂省的一个市镇。总面积36.53平方公里，人口572人，人口密度15.7人/平方公里（2009年）。ISTAT代码为057026。